# Nunatak Stephenson
Pour les articles homonymes, voir Stephenson.
Le nunatak Stephenson est un nunatak rocheux proéminent en forme de pyramide, s'élevant à environ 640 m d'altitude dans le nord-ouest de la baie Kirwan, dans la partie sud-est de l'île Alexandre-Ier en Antarctique.

## Histoire
Il est découvert et étudié de manière superficielle en 1940-1941 par Finn Ronne et Carl R. Eklund de l'United States Antarctic Program. Arpenté de nouveau en 1949 par le Falkland Islands Dependencies Survey, il est nommé par le UK Antarctic Place-Names Committee en l'honneur d'Alfred Stephenson, géomètre de l'expédition britannique en terre de Graham, qui a dirigé une expédition en traîneau vers le sud dans le détroit de George VI en 1936.